# Paul De Backer
Paul De Backer (* 28. November 1894 in Schaerbeek; † 9. Januar 1963 in Brüssel) war ein belgischer Schwimmer.

## Karriere
De Backer nahm 1920 an den Olympischen Spielen in Antwerpen teil. In seiner belgischen Heimat erreichte er im Wettbewerb über 1500 m Freistil das Halbfinale. Im selben Jahr sicherte er sich die nationale Meisterschaft über 1500 m Freistil.